# La Riviere Anglaise

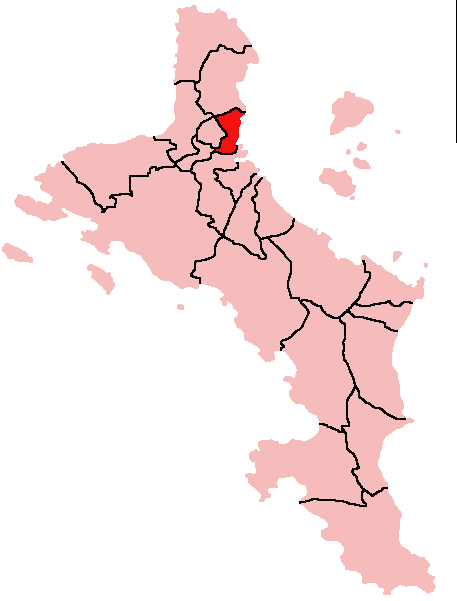
Położenie dystryktu La Riviere Anglaise na wyspie Mahé

La Riviere Anglaise – dystrykt położony w północnej części wyspy Mahé; 3 624 mieszkańców (2002).